# إبراهيم أنيس
إبراهيم أنيس (1324 هـ/1906م - (20 جمادى الآخرة 1397 هـ/8 يونيو 1977م) رائد الدراسات اللغوية العربية، باحث لغوي، ولد بالقاهرة، والتحق بدار العلوم العليا، وتخرَّج منها حاصلاً على دبلومها العالي في سنة 1930م. وعمل مدرّساً في المدارس الثانوية. ومن جامعة لندن حصل على البكالوريوس في سنة 1939م، ثم الدكتوراه في سنة 1941م. ونال عضوية مجمع اللغة العربية في سنة 1961م. والمجلات العربية تزخر ببحوثه ومقالاته اللغوية.

## حياته
حصل أنيس على شهادته الثانوية من المدرسة التجهيزية التي كانت ملحقة بدار العلوم. وعمل إبراهيم أنيس بعد تخرجه مدرسا في المدارس الثانوية. ولما أعلنت وزارة المعارف مسابقتها لاختيار بعثة دراسية إلى أوروبا تقدم لها، وفاز بها وسافر إلى إنجلترا للحصول على الدكتوراة. حصل على شهادة في الدراسات اللغوية السامية سنة 1360 هـ / 1941. في أثناء دراسته في لندن، انتخب رئيسا للنادي المصري.
بعد عودة أنيس من أوروبا عمل مدرسا في كلية دار العلوم وبعدها في كلية الآداب بجامعة الإسكندرية، وفيها أنشأ معمل الصوتيات لتحديث الدراسات اللغوية ودراسة الأصوات. عاد بعدها إلى دار العلوم، وترقّى في وظائفها إلى أن أصبح أستاذا ورئيسا لقسم اللغويات، ثم تولَّى العمادة وأعفي منها بعد مدة ثم وليها مرة أخرى إلى أن قدم استقالته لعدم رضاه عن سير الأمور هناك.
اختير خبيرا بمجمع اللغة العربية عام 1958 م، ثم نال عضوية المجمع سنة (1381 هـ = 1961م) مع تسعة آخرين انضموا إلى المجمع حين عدل في قانونه وزيد عدد أعضائه. كانت بحوثه حول الأصوات اللغوية، واللهجات العربية، ودلالات الألفاظ، وموسيقى الشعر، إلى جانب العديد من القضايا النحوية والصرفية.
كان أنيس أول من دعا إلى إيجاد نطق نموذجي ينشر في جميع البلاد العربية، وقد وضع لمشروعه هذا خطة مفصلة تشمل: إعداد المدرسين، واستغلال الإذاعة، وتوجيه السينما والمسرح، والاستعانة بالسلطة التشريعية؛ للقضاء على سلطان اللهجات المحلية، فلا تستعمل في المدارس والإذاعة ودور المسرح والسينما، وكانت صيحته هذه غِيرةً على اللغة العربية.

## من مؤلفاته
- الأصوات اللغوية
- من أسرار اللغة العربية
- موسيقى الشعر
- في اللهجات العربية
- دلالة الألفاظ
- مستقبل اللغة العربية المشتركة
- المنصور الأندلسي.